# Pierre Samuel
Pierre Samuel   (16è districte de París, 12 de setembre de 1921 - Antony, 22 d'agost de 2009) va ser un matemàtic francès.

## Vida i obra
El 1940 va començar estudis a l'École Normale Supérieure, però la ocupació de França durant la Segona Guerra Mundial va fer que s'incorporés a un maquis de Savoia. Acabada la guerra va acabar els seus estudis a la universitat de Princeton en la qual es va doctorar el 1947, amb una tesi de geometria algebraica dirigida per Oscar Zariski. En retornar al seu país aquest mateix any, va començar a treballar al Centre Nacional de la Recerca Científica i es va incorporar al grup N. Bourbaki, en el qual va tenir una participació molt activa, exercint de secretari quan ho va deixar Dieudonné, i que ja no va abandonar fins al 1971 en complir els cinquanta anys.

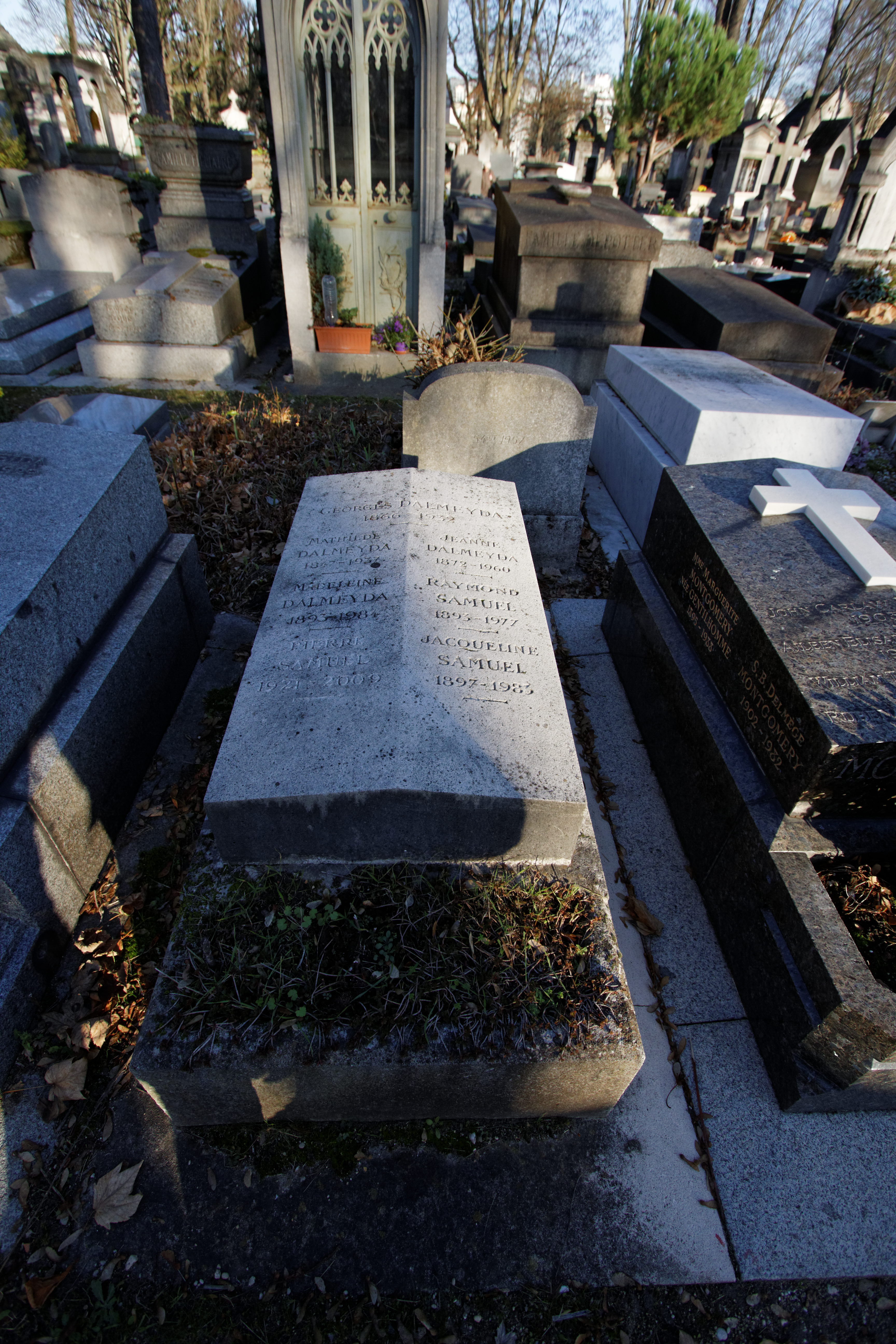
Tomba de Samuel i la seva família al cementiri de Pere Lachaise de París.

El 1949 va obtenir una plaça docent a la universitat de Clermont-Ferrand que va ocupar fins al 1961 quan va ser traslladada a la universitat de París. A partir d'aquesta data també va donar cursos complementaris a l'École normale supérieure de jeunes filles a Sèvres.
Samuel és recordat pels seus treballs en àlgebra commutativa i les seves aplicacions a la geometria algebraica. El seu llibre Commutative algebra (1958) en dos volums i escrit conjuntament amb Oscar Zariski es va convertir en un clàssic en la matèria.
Samuel va ser un home de conviccions progressistes: el 1968 va donar suport als estudiants reformistes; va ajudar a incrementar la presència de les dones en el camp de les matemàtiques, publicant el 1975 un documentat llibre de temàtica feminista: Amazones, guerrières et gaillardes; el 1970, amb el seu col·lega i amic Alexander Grothendieck, va fundar l'organització ecologista Survivre et vivre la qual va abandonar el 1973 per unir-se a la menys radical Amics de la Terra.